# 唐有祺
唐有祺（1920年7月11日—2022年11月8日），男，江苏南汇人（今属上海）人，中国物理化学家，北京大学教授。

## 生平
1920年生于江苏省南汇县。1937年准备报考清华大学时恰逢七七事变爆发，于是改报同济大学，1942年毕业于同济大学。毕业后先后在一家昆明兵工厂和一家重庆钢铁厂工作。1946年入美国加州理工学院，师从美国化学家莱纳斯·鲍林。1950年获博士学位后任该校Hale博士后研究员。
1951年回国任教于清华大学化学系，1952年随院系调整转入北京大学，任北京大学教授，北京大学物理化学研究所所长。1980年当选为中国科学院学部委员（院士）。
2020年7月11日在其百岁诞辰之际以夫妻两人名义在北京大学设立“北京大学唐有祺-张丽珠奖学基金”。
2022年11月8日于北京去世。

## 社会兼职
曾任国家教委科技委员会主任、中国化学会和晶体学会理事长以及《化学译报》和《物理化学学报》主编等。

## 家庭
妻子张丽珠是妇产科专家，曾参与中国第一例试管婴儿的培育，两人于1952年结婚。